# Aimée Gneist
Aimée Gneist (* 1974 oder 1976 in Stendal als Cindy Gneist) ist eine deutsche Theater-, Film- und Fernsehschauspielerin.
Nachdem sie 1994 mit dem Kurzfilm Der Traum in der Hauptrolle Amy ihre Schauspielkarriere begonnen hatte, übernahm sie 1996 die Hauptrolle im Theaterstück Kissing God. Darauf folgten Rollen in verschiedenen Serien wie Alpha Team oder Schwarz greift ein sowie in Filmen wie Romantic Fighter und Picknick im Schnee. Im Jahr 1998 ging sie für fünf Jahre nach New York City, wo sie zwei Jahre von Susan Batson in Schauspiel unterrichtet wurde. Sie lebt in Berlin.

## Film und Fernsehen (Auszug)
- 1994: Der Traum, Regie: Christian Stier
- 1996: Das Alpha-Team, Regie: Christian Stier, Christine Kabisch-Knittel, Gunter Krää
- 1997: Das Alpha-Team, Regie: Gero Erhardt
- 1997–1999: Alphateam – Die Lebensretter im OP (Fernsehserie) in der Rolle Alexa Schaller die Tochter von (Dr. Heidi Schaller) Karen Böhne
- 1998: Der letzte Zeuge, Regie: Bernhard Stephan
- 1998: Picknick im Schnee, Regie: Tomy Wigand
- 1998: In aller Freundschaft, Regie: Bernhard Stephan
- 1998: Romantic Fighters, Regie: Rainer Matsutani
- 1998: Almost, Regie: Britta Olivia Götz, Hauptrolle
- 1998–1999: Hinter Gittern – Der Frauenknast
- 2001: Awakening, Regie: Asio Webber
- 2005: Schüleraustausch – Die Französinnen kommen, Regie: Konrad Sattler
- 2006: War ich gut?, Regie: Christoph Schrewe
- 2006: City Express, Episodenhauptrolle
- 2007: Verbotene Liebe, Regie: Pavel Marek, Kerstin Krause
- 2007: Schaller
- 2020: Gute Zeiten, schlechte Zeiten (Fernsehserie)